# Michael L. Oates

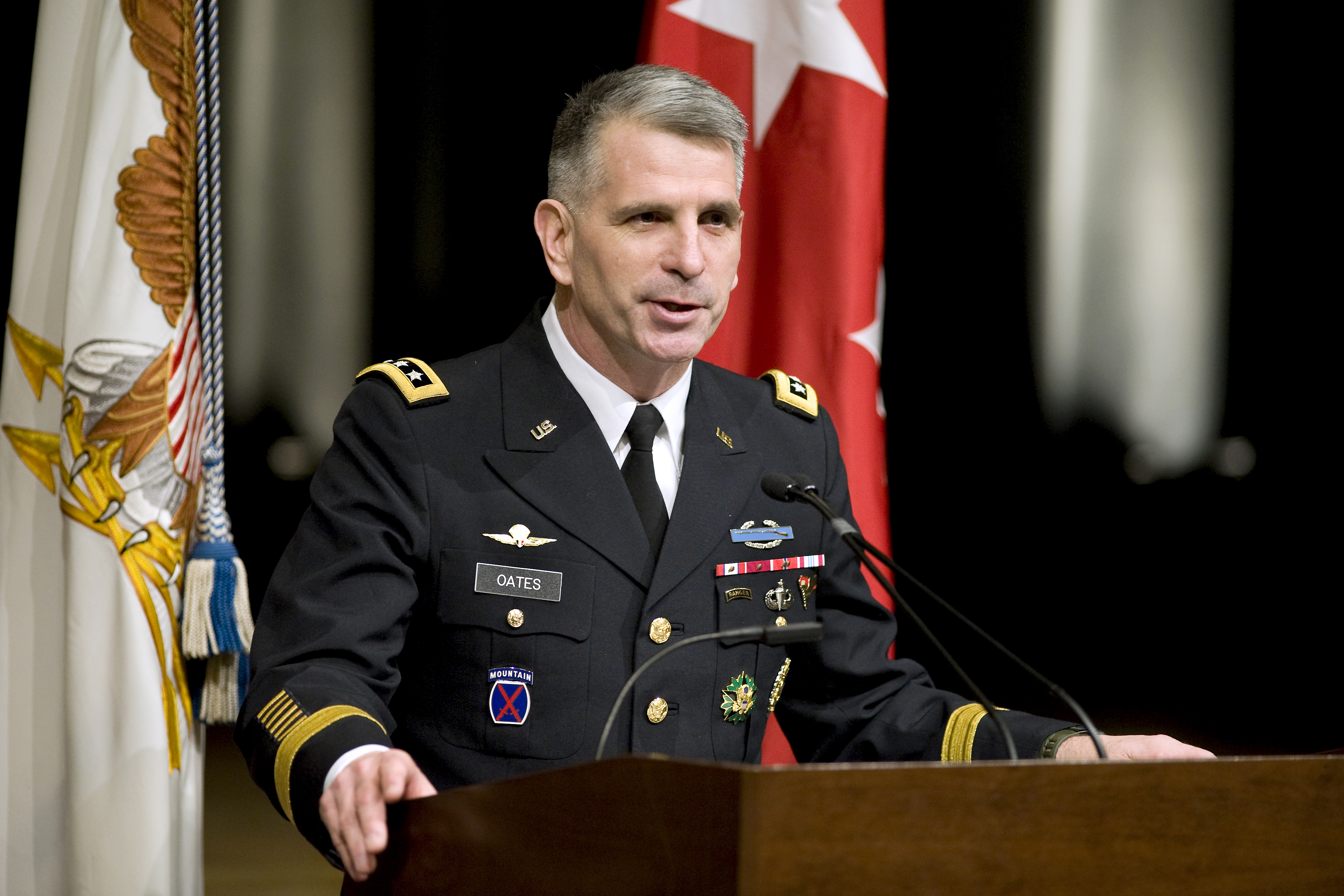
Michael L. Oates (2009)

Michael Lee Oates (* 29. August 1957 in Deutschland) ist ein pensionierter Generalleutnant der United States Army. Er kommandierte unter anderem die 10. Gebirgsdivision.
Oates wurde in Deutschland geboren, wuchs aber in San Antonio in Texas auf, wo er die öffentlichen Schulen besuchte. Im Jahr 1975 absolvierte er die private Militärschule TMI Episcopal und in den Jahren 1975 bis 1979 durchlief er die United States Military Academy in West Point. Nach seiner Graduation wurde er als Leutnant der Infanterie zugeteilt. In der Armee durchlief er anschließend alle Offiziersränge bis zum Dreisterne-General. In seinen jüngeren Jahren absolvierte er den für Offiziere in den niederen Rangstufen üblichen Dienst in verschiedenen Einheiten und Standorten. Unter anderem war er in Panama stationiert.
Im Lauf seiner militärischen Karriere absolvierte er unter anderem das Naval War College und das Command and General Staff College. Oates war sowohl im Zweiten Golfkrieg als auch im Irakkrieg eingesetzt. Zudem bekleidete er verschiedene Stellen als Generalstabsoffizier. Er kommandierte Einheiten von der Kompanie bis zur Divisionsebene. Zu den von ihm kommandierten Einheiten zählen das 1. Bataillon des 22. Infanterieregiments und die 1. Brigade der 101. Luftlandedivision.
Im April 2007 übernahm Michael Oates als Nachfolger von Benjamin Freakley das Kommando über die 10. Gebirgsdivision. Dieses Kommando behielt er bis zum September 2009. Danach leitete er bis 2011 die Joint Improvised-Threat Defeat Organization, eine dem Verteidigungsministerium unterstellte Behörde, die sich unter anderem mit der Abwehr von Brandanschlägen durch unbemannte Flugkörper befasst. Im Jahr 2011 ging Michael Oates in den Ruhestand.

## Orden und Auszeichnungen
Michael Oates erhielt im Lauf seiner militärischen Laufbahn unter anderem folgende Auszeichnungen:
- Army Distinguished Service Medal (3 x)
- Legion of Merit (2 x)
- Bronze Star Medal (3 x)
- Defense Meritorious Service Medal
- Meritorious Service Medal (5 x)
- Army Commendation Medal (3 x)
- Meritorious Unit Commendation
- National Defense Service Medal
- Southwest Asia Service Medal
- Iraq Campaign Medal
- Korea Defense Service Medal
- Army Service Ribbon
- Army Overseas Service Ribbon
- Multinational Force and Observers Medal
- Kuwait Liberation Medal (Saudi-Arabien)
- Kuwait Liberation Medal (Kuwait)
- Combat Infantryman Badge